# Homaloptera
Homaloptera és un gènere de peixos de la família dels balitòrids i de l'ordre dels cipriniformes.

## Taxonomia
- Homaloptera bilineata (Blyth, 1860)
- Homaloptera confuzona (Kottelat, 2000)[2]
- Homaloptera gymnogaster (Bleeker, 1853)
- Homaloptera heterolepis (Weber & de Beaufort, 1916)
- Homaloptera hoffmanni (Herre, 1938)
- Homaloptera indochinensis (Silas, 1953)
- Homaloptera leonardi (Hora, 1941)
- Homaloptera manipurensis (Arunkumar, 1998)[3]
- Homaloptera maxinae (Fowler, 1937)
- Homaloptera menoni (Shaji & Easa, 1995)[4]
- Homaloptera modesta (Vinciguerra, 1890)[5]
- Homaloptera montana (Herre, 1945)
- Homaloptera nebulosa (Alfred, 1969)
- Homaloptera ocellata (van der Hoeven (ex van Hasselt), 1830)
- Homaloptera ogilviei (Alfred, 1967)[6]
- Homaloptera ophiolepis (Bleeker, 1853)
- Homaloptera orthogoniata (Vaillant, 1902)
- Homaloptera parclitella (Tan & Ng, 2005)[7]
- Homaloptera pillaii (Indra & Remadevi, 1981)
- Homaloptera polylepis (Bleeker, 1853)
- Homaloptera ripleyi (Fowler, 1940)
- Homaloptera rupicola (Prashad & Mukerji, 1929)
- Homaloptera salusur (Bleeker, 1853)
- Homaloptera santhamparaiensis (Arunachalam, Johnson & Rema Devi, 2002)[8]
- Homaloptera sexmaculata (Fowler, 1934)
- Homaloptera smithi (Hora, 1932)
- Homaloptera stephensoni (Hora, 1932)
- Homaloptera tweediei (Herre, 1940)
- Homaloptera ulmeri (Fowler, 1940)
- Homaloptera vanderbilti (Fowler, 1940)
- Homaloptera vulgaris (Kottelat, 1988)
- Homaloptera wassinkii (Bleeker, 1853)
- Homaloptera weberi (Hora, 1932)
- Homaloptera yunnanensis (Chen, 1978)
- Homaloptera yuwonoi (Kottelat, 1998)[9]
- Homaloptera zollingeri (Bleeker, 1853)[10][11][12][13][14][15][16]